# Domky řemeslníků v Kuksu
Soubor roubených domů, označovaných jako domky řemeslníků, vznikl na samém počátku 18. století jako zázemí pro řemeslníky a služebnictvo při výstavbě barokních lázní Kuks na panství hraběte Františka Antonína Šporka. V průběhu staletí mnohé z domů prošly různými přestavbami, většina z nich je však zapsána v Ústředním seznamu nemovitých kulturních památek ČR. Soubor roubených domků je součástí památkové rezervace Kuks, která byla vyhlášena Ministerstvem kultury České socialistické republiky s platností od 1. června 1971.

## Historie
První stavbou nového lázeňského komplexu, koncipovaného zrcadlově na obou březích Labe, byla kaple Nanebevzetí Panny Marie, která v roce 1697 nahradila starší objekt nad pramenem (údajně léčivé) vody.

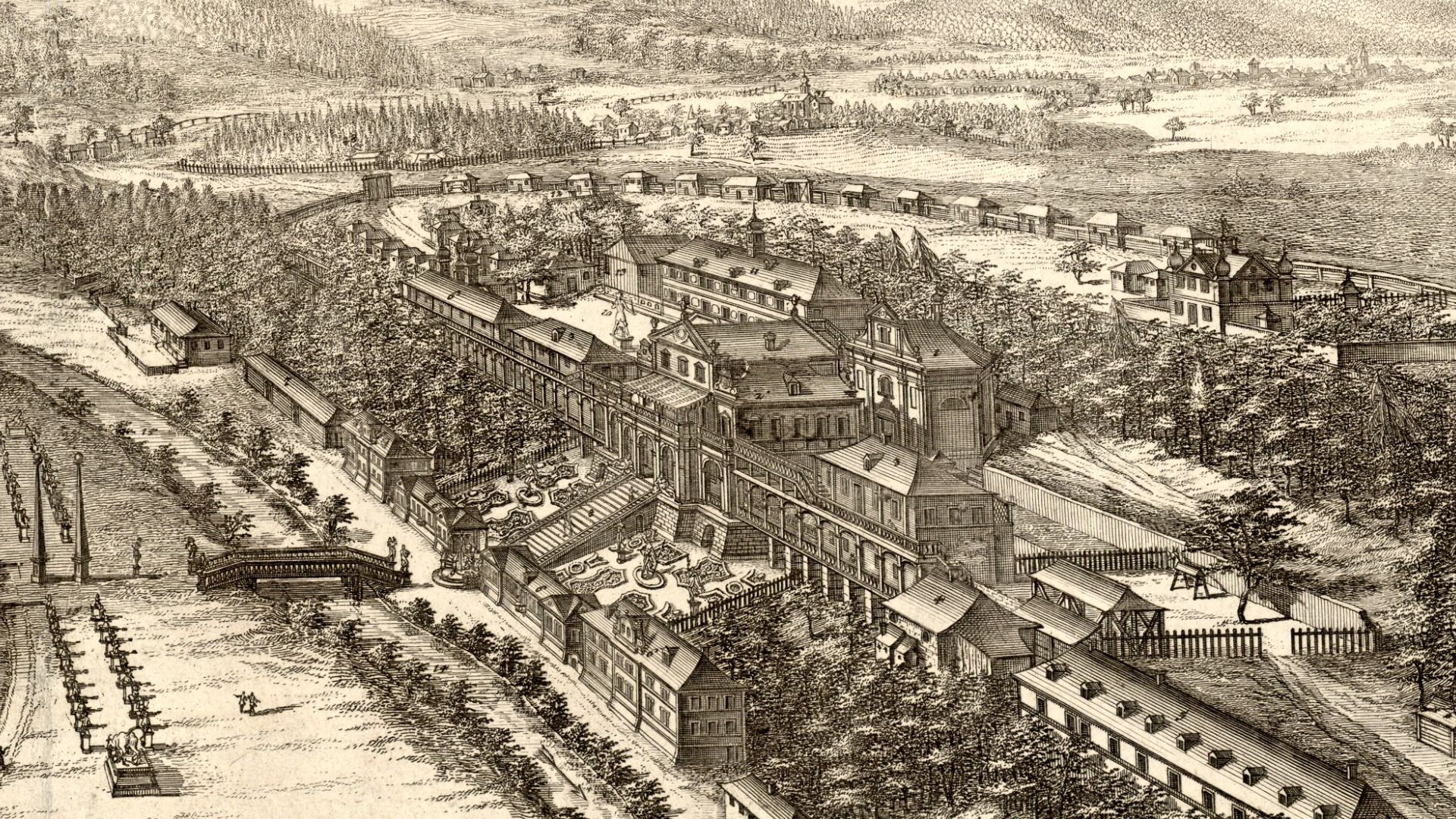
Kuks, výřez z veduty Michaela Heinricha Rentze z roku 1724. Domky řemeslníků jsou patrné vlevo za koncem terasy s kolonádou

Od roku 1699 už sloužil návštěvníkům výstavný hostinec U Zlatého slunce, postavený nedaleko lázní. V roce 1700 následovala výstavba letohrádku a velkého holubníku, poté v prostoru nynějšího hřbitova, který se rozkládá poblíž později postaveného hospitálu, byl vybudován větrný mlýn, s jehož pomocí byla čerpána voda pro zavlažování zahrad.

Každým rokem přibývaly nové a nové stavby, což mimo jiné znamenalo nutnost vybudovat patřičné zázemí pro pobyt kvalifikovaných řemeslníků, panských služebníků a početného personálu obsluhy lázní. Proto hned na počátku výstavby lázeňského komplexu vznikla uprostřed svažitého terénu na levém břehu Labe, západně od hostince U Zlatého slunce osada, sestávající z několika řad roubených domků. Uvádí se, že většina z nich byla postavena v roce 1703, tedy dříve, než první lázeňské domy, jejichž výstavba se datuje od roku 1704.

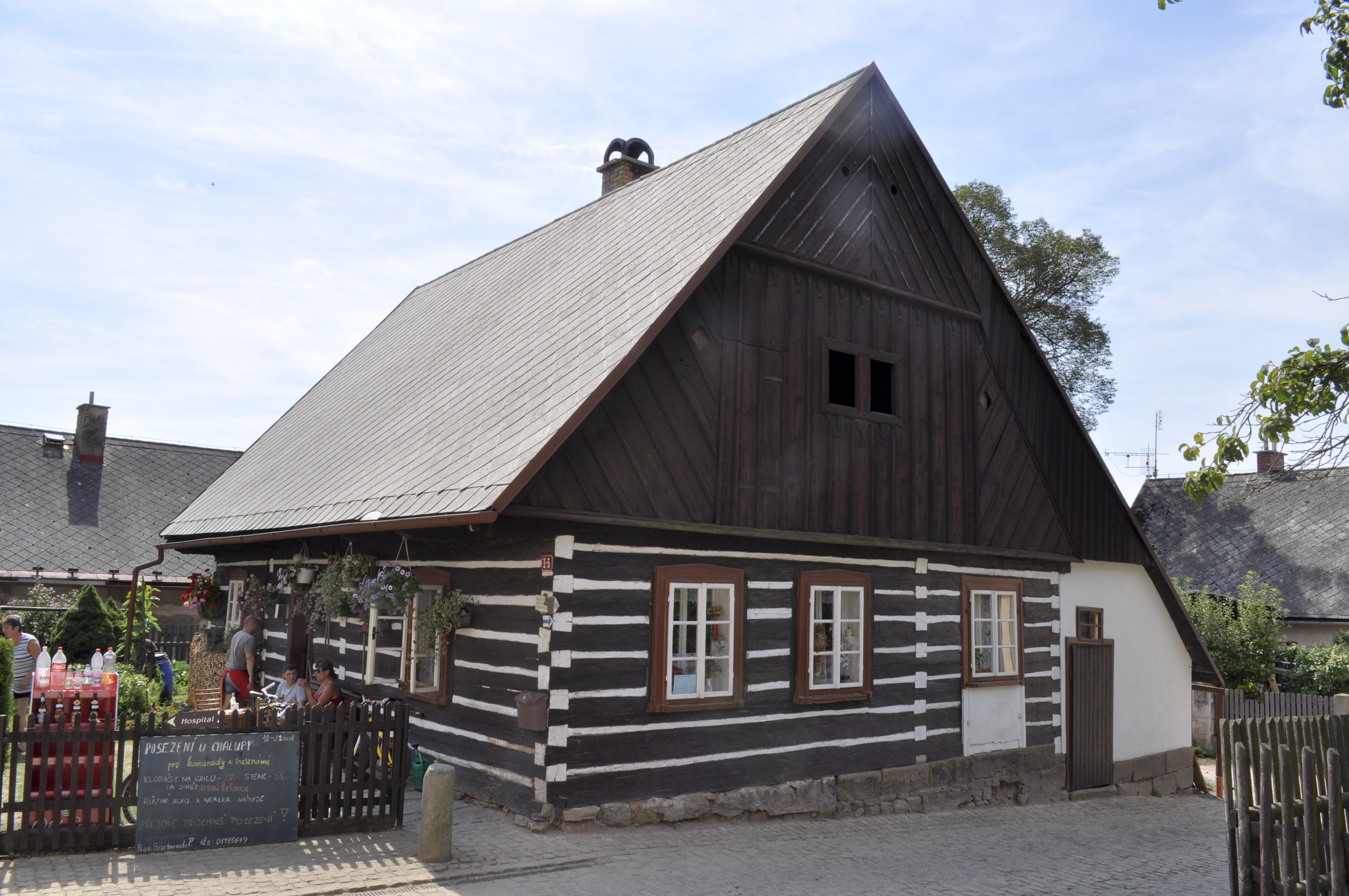
Roubená stavba čp. 5 patří mezi nejstarší z dochovaných domků

Jeden z dochovaných objektů stojí poněkud stranou celého souboru, jižněji než ostatní domy. Jedná se o dům čp. 60, v němž žil a tvořil Šporkův dvorní rytec Michael Heinrich Rentz, který se usadil v Kuksu v roce 1722 a sloužil Františku Antonínu Šporkovi až do jeho smrti v roce 1738.

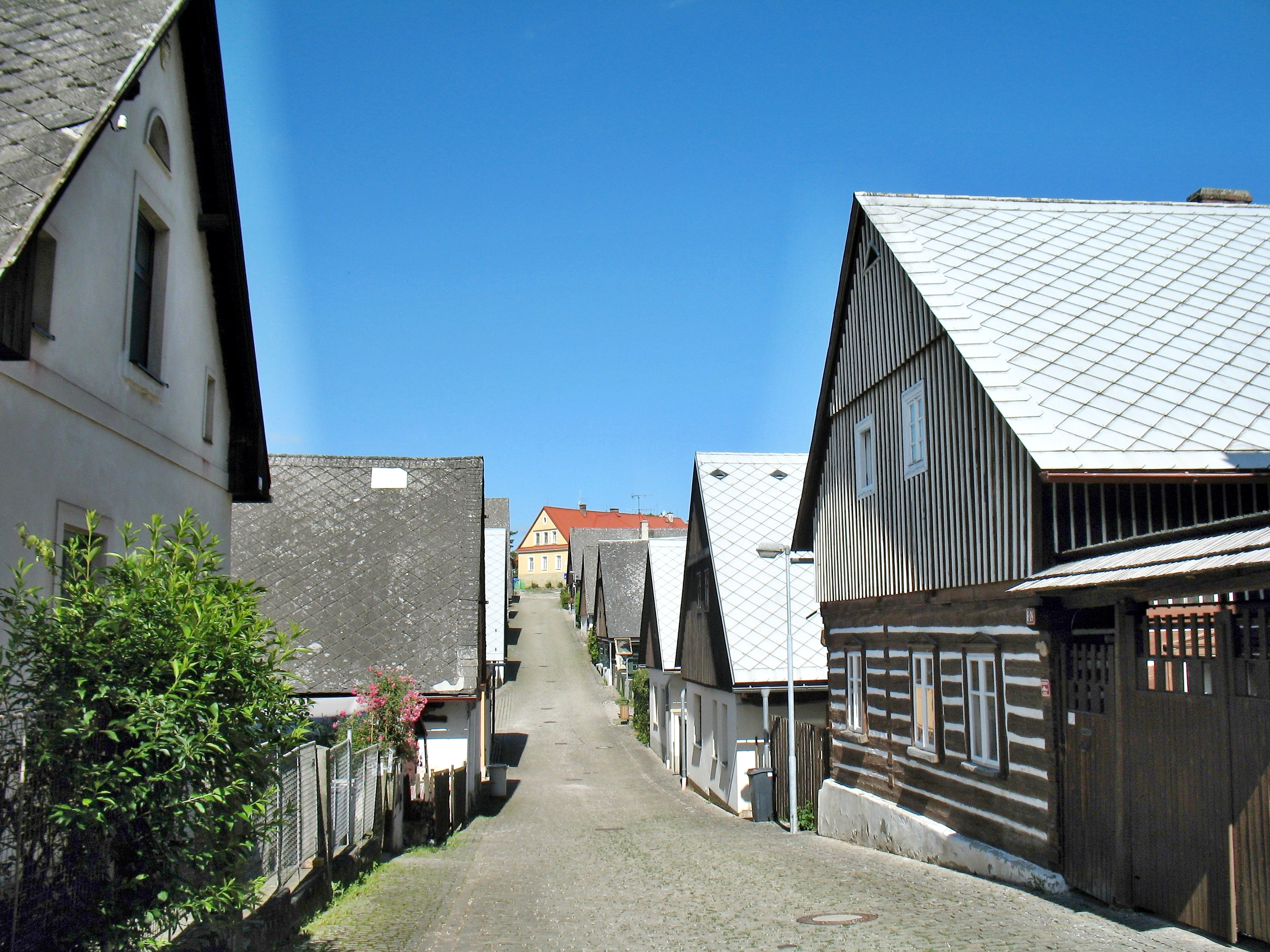
Pohled od východu do ulice s bývalými domky řemeslníků

Soubor řemeslnických domků v Kuksu je unikátní tím, že svým vznikem a účelem prakticky předznamenává fenomén, který byl typický zejména pro 19. století – tj. výstavbu takzvaných dělnických kolonií, které pro dělníky ze svých manufaktur a továren budovali někteří majitelé panství či zámožní podnikatelé. Za nejstarší dělnickou kolonii na území dnešní České republiky je považován středočeský Adamov v okrese Kutná Hora, ležící mezi Čáslaví a Golčovým Jeníkovem. Jako osadu, sestávající z dřevěných domků, které se však – na rozdíl od Kuksu – do dalších staletí nedochovaly, jej založil v roce 1784 kníže Jan Adam z Auerspergu pro dělníky ze své přádelny v nedalekých Tupadlech.

## Popis
Z původního souboru roubených domků, které se nacházejí v těsném sousedství západně od někdejšího lázeňského centra Kuksu, je v seznamu kulturních památek zapsáno dvanáct domů a spolu s nimi také prostá barokní kašna u jednoho ze zdejších pramenů, která sloužila pro obyvatele osady jako zdroj pitné vody. Unikátní soubor není chráněn jako celek, v Ústředním seznamu kulturních památek České republiky jsou zapsány pouze jednotlivé objekty, soubor je však kompletně zahrnut do památkové rezervace Kuks.
Jednotlivé domy prošly různými úpravami a přestavbami, například u většiny z nich byla původní střešní krytina nahrazena eternitem. Některé byly modernizovány až necitlivě, ale většinou si zachovaly svůj původní ráz. Objekty jsou přízemní, s vysokými bedněnými dřevěnými štíty a sedlovou střechou. Částečně jsou zděné, kratší přední stranou obvykle se třemi čtyř- nebo šestidílnými okny obrácené do ulice. Roubená část je zpravidla v přírodní hnědé barvě dřeva.

## Galerie

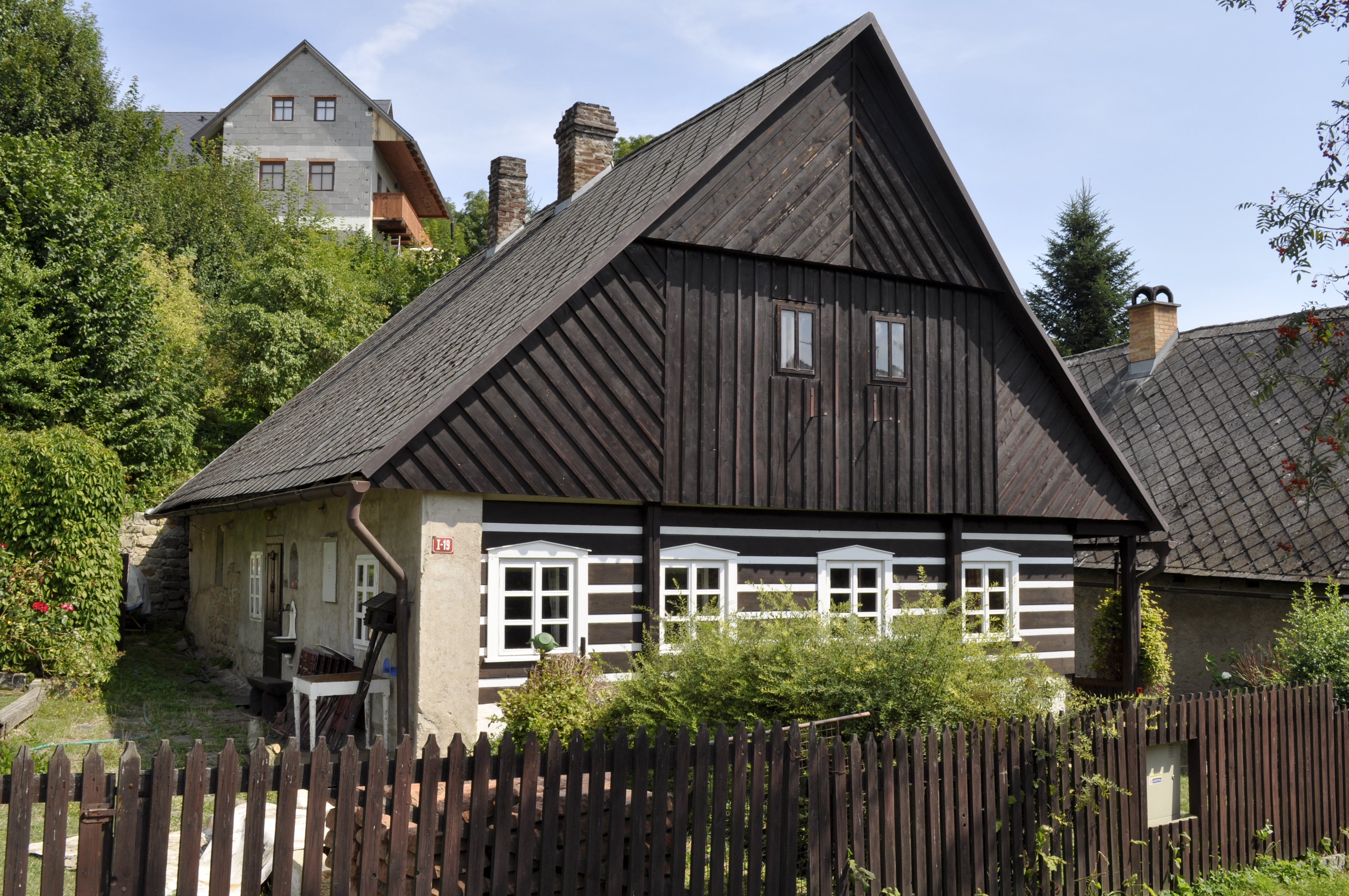
Čp. 19 na severním okraji skupiny domků
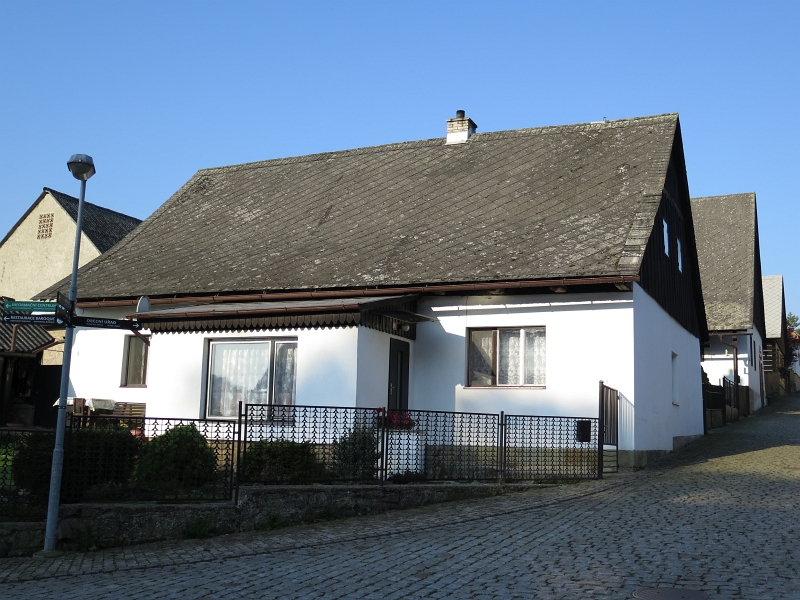
Modernizovaný (dříve roubený) dům čp. 8
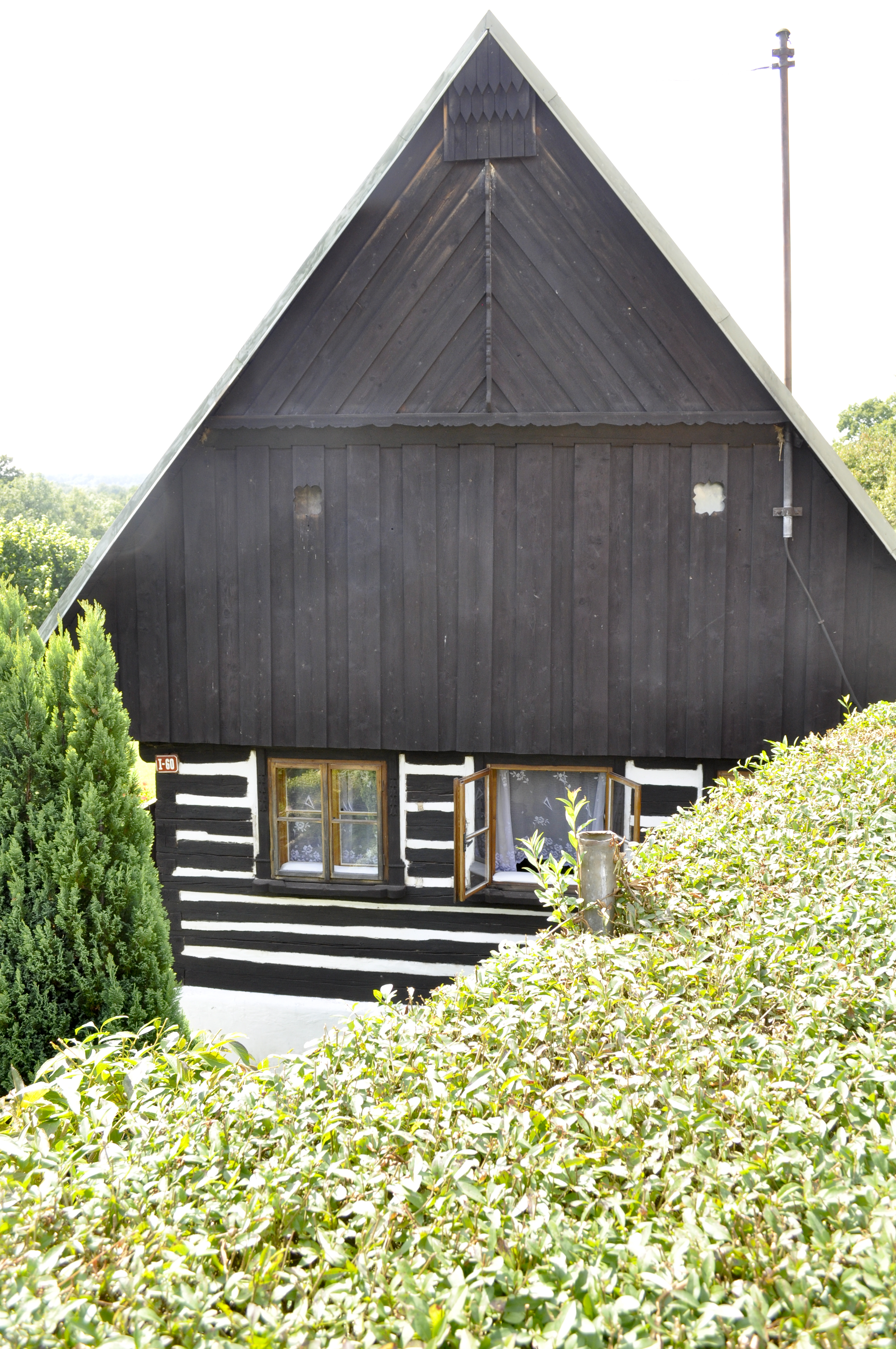
Čp. 60, kde měl ryteckou dílnu M. H. Rentz
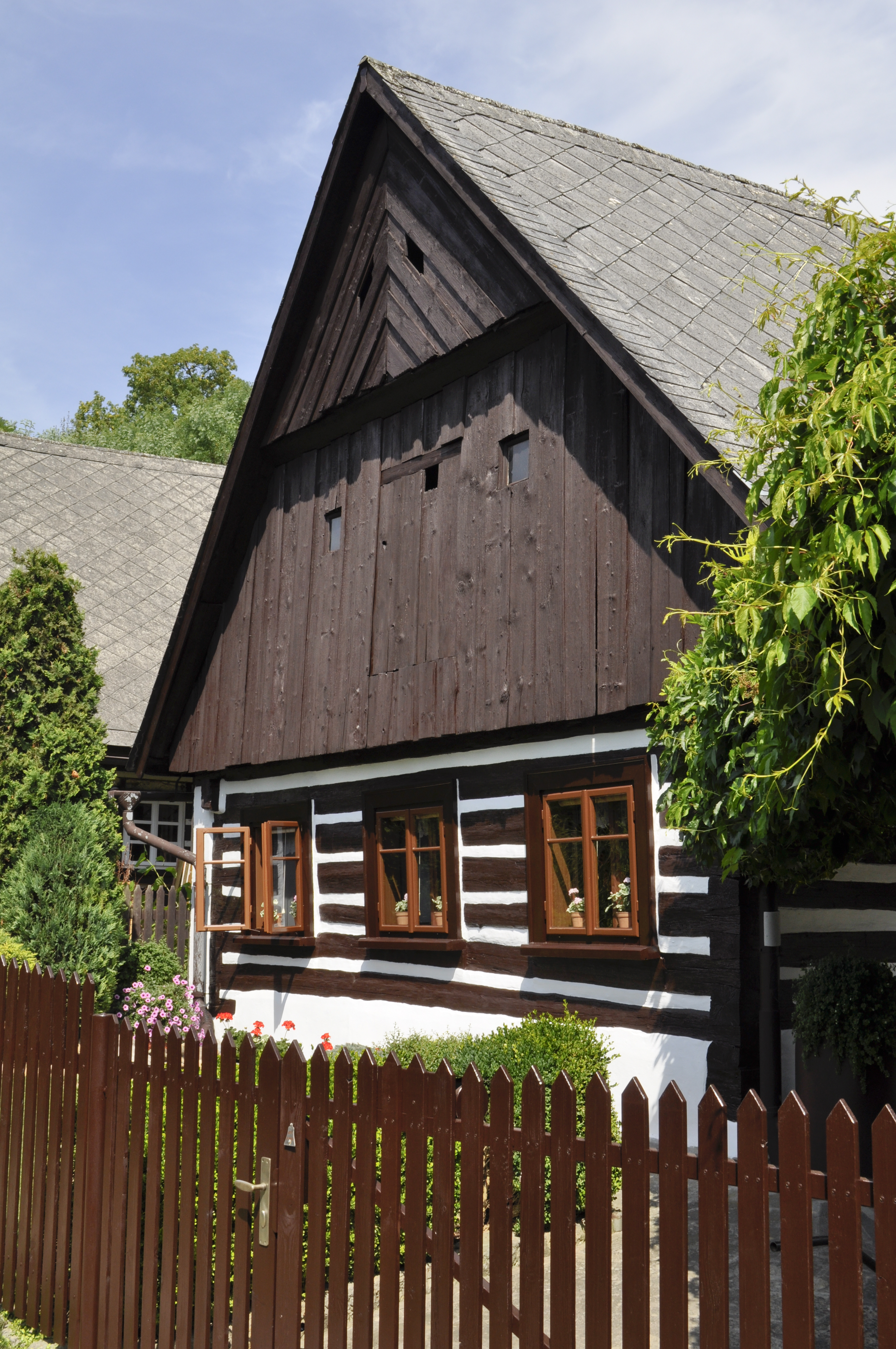
Dům čp. 20
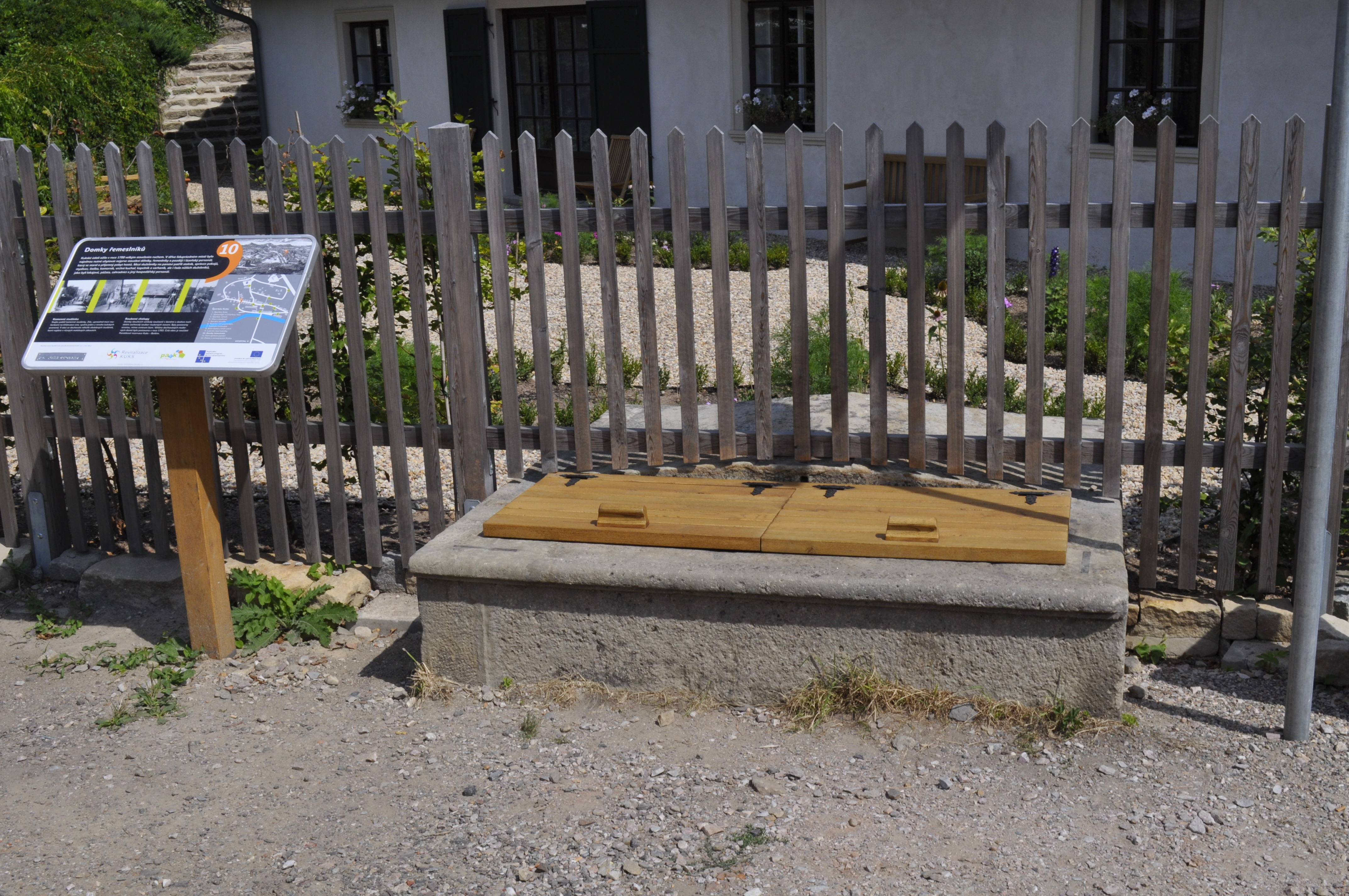
Kašna u pramene poblíž čp. 17
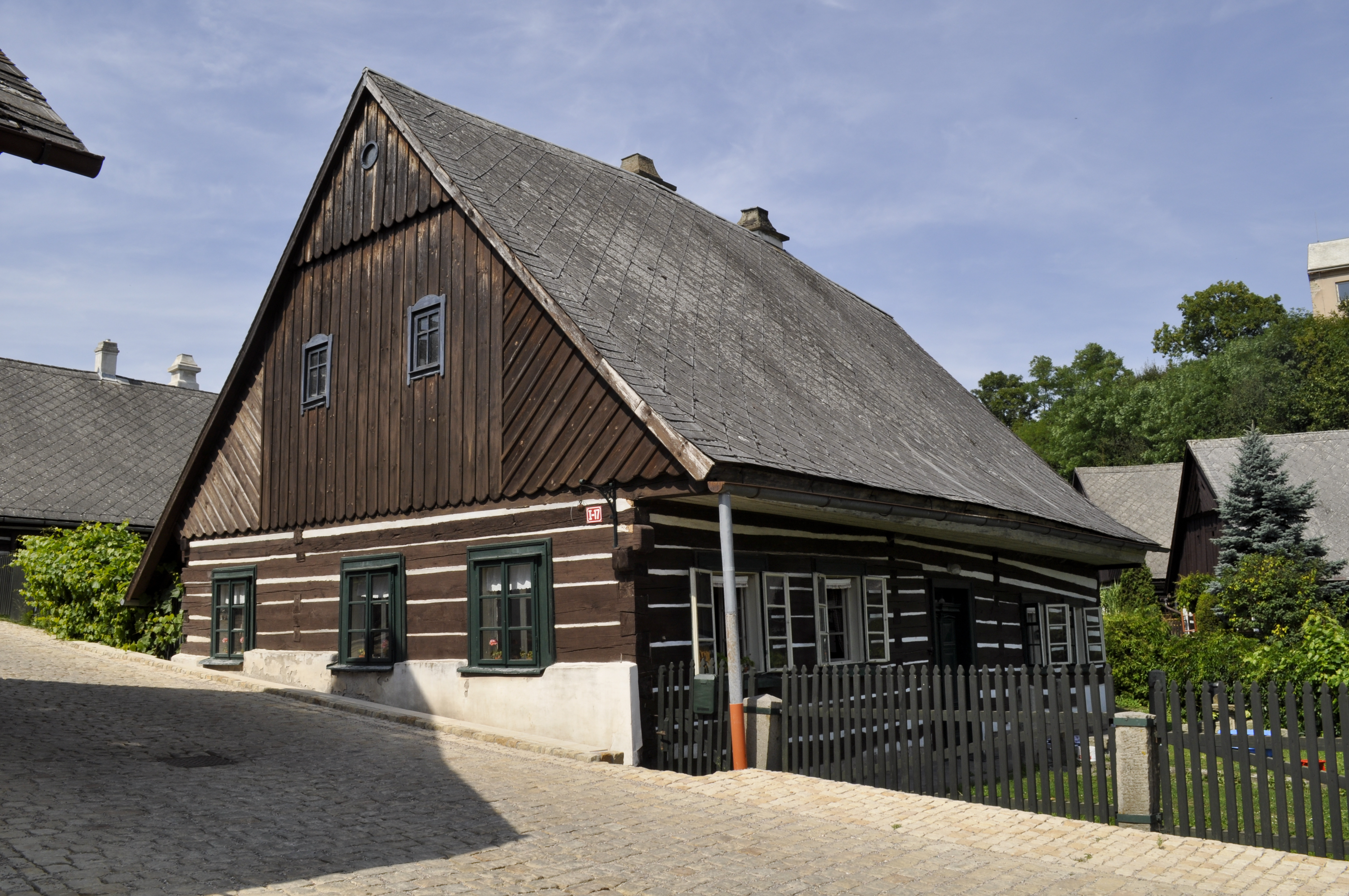
Čp. 17 u křižovatky uprostřed skupiny domů